# Auen, Volšperk
Auen je naselje v Občini Volšperk v Okraju Volšperk na Koroškem v Avstriji.